# Annika Peimann
Annika Peimann est une actrice allemande née le 15 janvier 1974 à Hambourg, Allemagne.
Elle est surtout connue pour son rôle de Anke Hoffmann dans la série télévisée Verbotene Liebe.

## Filmographie
- 2001 : Wolff, police criminelle (série télévisée) : Nadine Dorn
- 2003 : Kunden und andere Katastrophen (série télévisée) : Sina Baum
- 2005 : Verbotene Liebe (série télévisée) : Anke Hoffmann